# Alvise Pisani (cardinale)
Alvise Pisani (Venezia, 1522 – Venezia, 3 giugno 1570) è stato un cardinale e vescovo cattolico italiano.

## Biografia
Figlio di Giovanni di Alvise Pisani e di Benedetta di Francesco Gritti (nipote del doge Andrea Gritti), proveniva da una delle più importanti famiglie del patriziato veneziano.
A determinare la sua carriera ecclesiastica fu lo zio cardinale Francesco Pisani che, il 2 dicembre 1527, dopo il sacco di Roma, rinunciò alla diocesi di Padova per cederla al nipote di appena cinque anni (ma già titolare di un canonicato). La decisione fu approvata dal governo veneziano il 1º febbraio 1528.
Nel frattempo il giovane veniva educato secondo le consuetudini dei nobili veneziani. Ebbe per precettore il letterato Niccolò Liburnio, che lo cita nelle sue Occorrenze humane ricordando che fu suo insegnante per otto anni, in cui gli impartì lezioni di composizione latina e i rudimenti di greco.
In quanto vescovo eletto, nel 1546 fece una breve comparsa al Concilio di Trento, dove tornò dal dicembre 1562 sino alla sua chiusura, affiancato dal suo vicario generale Girolamo Vielmi. Frattanto, nel 1551, era stato promosso a segretario della Camera apostolica e, nel 1555, aveva finalmente ottenuto l'amministrazione della diocesi di Padova, dove fece l'ingresso solenne nel 1564. La mensa vescovile gli fruttava appena 1000 ducati (poiché il resto era percepito dallo zio), ma ebbe molti altri benefici e fu commendatario di cinque abbazie e priorati per un totale di 6500-7000 ducati annui. Al pari del parente, visse lontano dalla sua sede, preferendo gli svaghi ai doveri di vescovo. Anche a Roma fu poco presente e abitò principalmente a Venezia nel palazzo Pisani di Santa Maria Zobenigo, assieme all'amante Eleonora Polani e alla figlia naturale Cecilia (un secondo figlio gli nacque postumo).
Solo nel 1567, in seguito al decreto di papa Pio V che obbligava i vescovi a risiedere nelle proprie sedi, dovette trasferirsi a Padova.
Pur non essendo mai stato ordinato sacerdote, accolse le iniziative del Concilio: organizzò visite pastorali e sinodi diocesani, promosse l'apertura del seminario e, addirittura, tentò di verificare l'ortodossia degli studenti dell'Università di Padova obbligandoli alla professione di fede.
Nel 1565 fu creato cardinale da papa Pio IV; il cappello cardinalizio gli fu consegnato l'anno seguente con il titolo di San Vitale. Durante il conclave del 1565-1566 aiutò lo zio Francesco nei maneggi che portarono all'elezione di Pio V.
Morì prematuramente a Venezia il 3 giugno 1570, nel palazzo di famiglia, assistito da gesuiti. Amante dello sfarzo (amava circondarsi di arazzi e paramenti di lusso e disponeva di un ricchissimo guardaroba), sorprende la scelta di essere tumulato in un semplice sepolcro nella chiesa di Santa Maria delle Grazie, sull'isola omonima.
Nel testamento, stilato il 30 maggio precedente, indicò quale erede il figlio che l'amante portava ancora in grembo (se fosse stato una femmina, le sarebbe stata assegnata una dote di 12000 ducati); altri beneficiari furono la stessa Polani (3500 ducati) e la figlia Cecilia (12000 ducati da impiegare come dote). Tuttavia, il lascito fu annullato da due brevi di Pio V e Gregorio XIII, poiché ritenuto scandaloso.